# Татарский кавалерийский полк имени Мустафы Ахматовича
Татарский кавалерийский полк имени Мустафы Ахматовича — кавалерийский полк Войска Польского.

## История
В январе 1919 года началось формирование «Татарской конницы». Солдаты были в основном польскими татарами. Там служили и мусульмане других национальностей, среди которых были азербайджанцы. 31 января в Варшаве был отдан первый полковой приказ. 14 февраля часть была переброшена в Острув-Мазовецка, а 23 февраля — в Белосток.
В конечном итоге в июле 1919 года были сформированы три линейных эскадрона, пулеметный эскадрон и технический дивизион. 16 сентября 1919 года приказом Начальника государства Юзефа Пилсудского отряду было присвоено название Татарский уланский полк имени Мустафы Ахматовича.
Полк первоначально воевал с немецкими войсками в районе Гродно, затем был переброшен на Полесье. Позже он принял участие в Киевской экспедиции и вошел в Киев. Охранял польские войска в отступающих боях в районе Горыни на реке Стыр. В результате этих боев полк понес большие потери, осталось всего 86 улан. В Плоцке был воссоздан полк, принимавший участие в боях в районе Вышогруда и Добжиня в 1920 году. 10 сентября 1920 года в районе Кросневице майор Томашевич расформировал полк и включил его бойцов в резервный эскадрон 13-го Виленского уланского полка.
После расформирования полка многие уланы вошли в состав 13-го Вильнюсского уланского полка, 1-й эскадрон которого с 1936 года имел отличительное наименование Татарский.

## Бойцы Татарского кавалерийского полка
Командиры полка

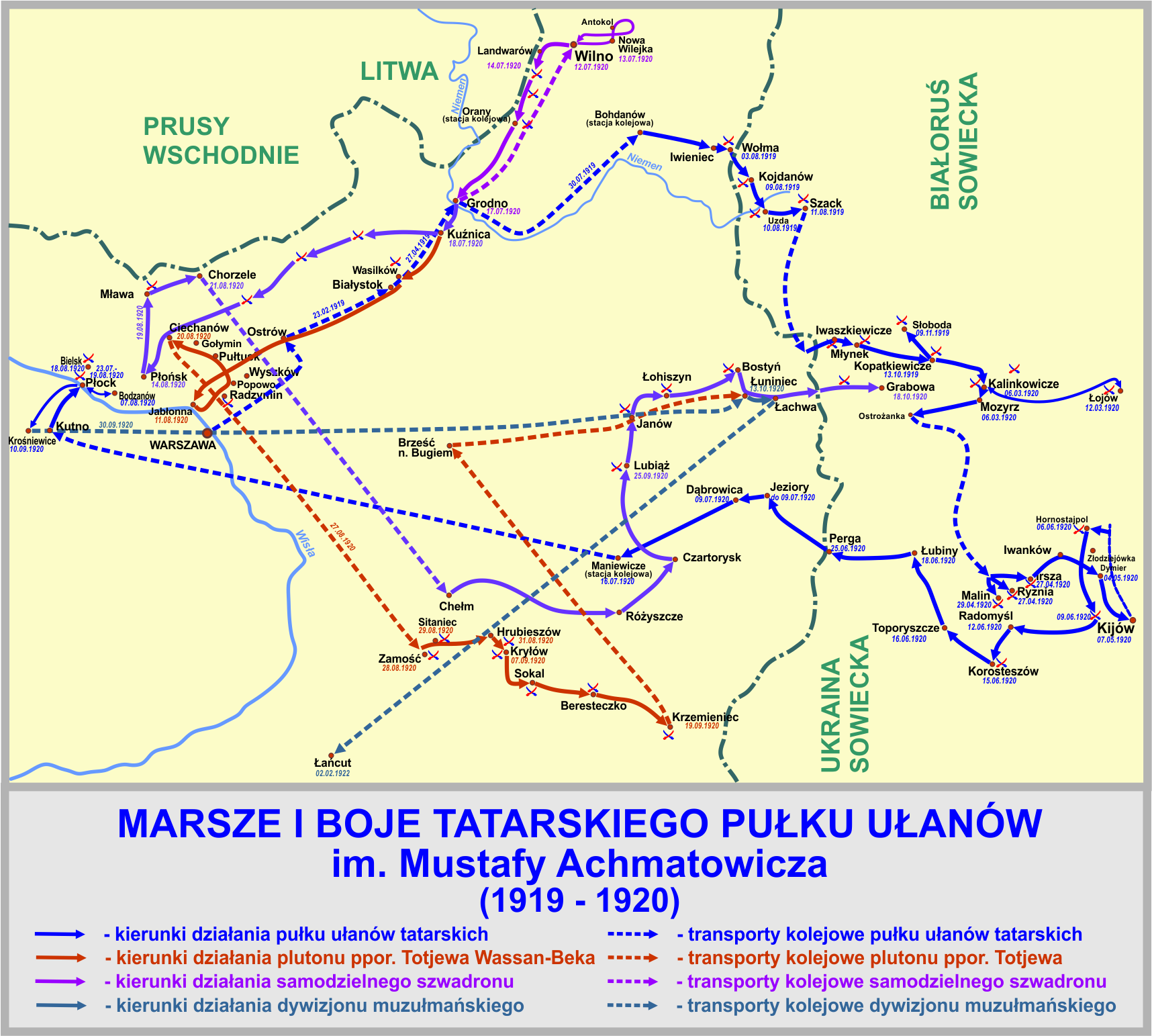
Маршрут маршей и боев Татарского Уланского полка (1919—1920)

- полковник Роман Фальковски (январь — † февраль 1919 года)
- майор Вильгельм Святолдич-Кисель (февраль — 8 мая 1919 года)
- полковник Еугениуш Сласки (от 8 мая 1919 года[1])
- второй генерал-лейтенант Александр Романович (с 20 января 1920 года)
- подполковник Зенон Кричинский (исполняющий обязанности с марта 1920 года)
- майор Владислав Томашевич

Кадровый состав в 1919—1920 гг.

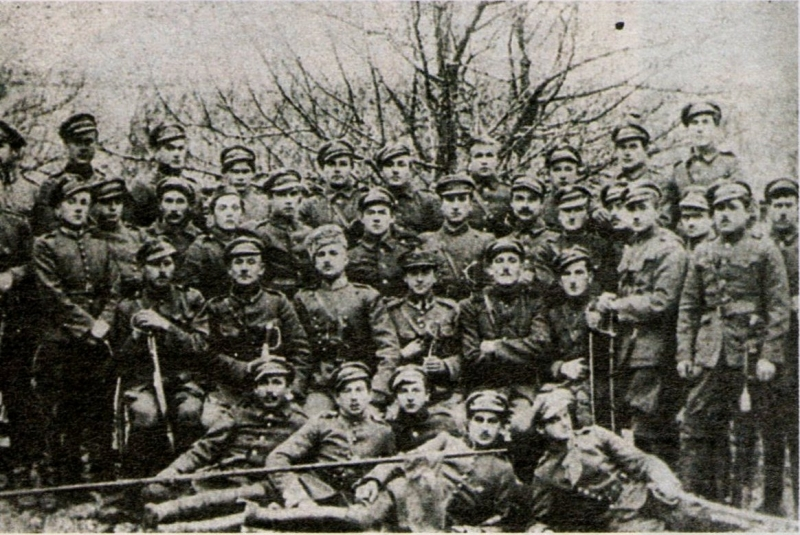
Солдаты Татарского полка

- заместитель командира полка — подполковник Зенон Кричинский
- командир эскадрильи — ротмистр Рознятовский
- полковой адъютант — лейтенант Густав Хартинг
- командир 1-й эскадрильи — ротмистр Тадеуш Дацкевич
- командир 2-й эскадрильи — лейтенант Казимеж Колашинский
- командир 3-й эскадрильи — лейтенант Михал Лисецкий
- командир 3-й эскадрильи — лейтенант Искандер Ахматович
- командир 4-й эскадрильи — лейтенант Зигмунт Эльснер
- командир 4-й эскадрильи — лейтенант Антоневич
- офицер эскадрильи — подпоручик Богдан Миклевский
- командир отделения крупнокалиберных пулеметов — ротмистр Йоссуф Полтожицкий
- командир технической эскадрильи — лейтенант Каллаур
- командир походного (пешего) эскадрона — ротмистр Рихтер

Командиры резервной эскадрильи

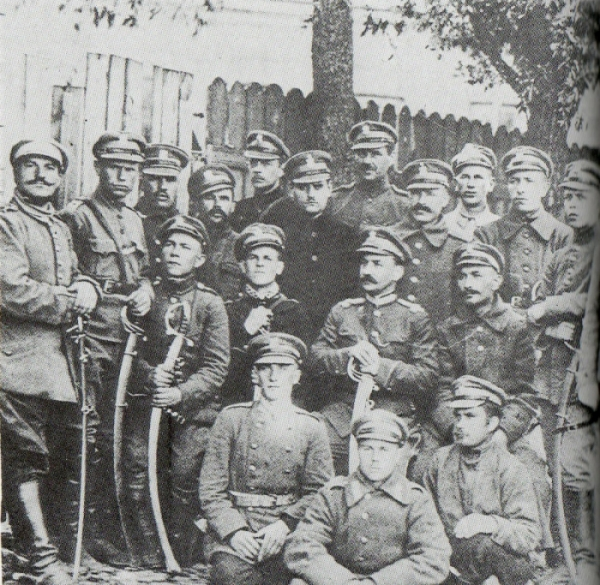
Группа солдат полка (1919 г.)

- ротмистр Давид Янович-Чайнский (с 16 мая 1919 г.)
- майор Грот-Немоевский
- ротмистр Зигмунт Эльснер
- ротмистр Рознятовский
- майор Владислав Томашевич

Частные лица
- Александр Стефанович

## Полковые цвета
С 1919 года лапа малиновая, язычок светло-голубой. На лапе эмблема в виде полумесяца с вписанной звездой.
 Вымпел синий с особым рисунком, неразрезанный, овальной формы, с золотой полковой эмблемой.
Уланы вместо фуражки носили овечьи папахи. Вместо знамени в полку был бунчук.